# Abu-Abd-Al·lah Úmar ibn Xuayb
Abu-Abd-Al·lah Úmar ibn Xuayb (àrab: أبو عبد الله عمر بن شعيب, Abū ʿAbd Allāh ʿUmar ibn Xuʿayb), esmentat pels grecs com Babdel (grec: Βαβδέλ), fou emir de Creta del 880 al 895.
El 880 va succeir al seu pare Xuayb ibn Úmar.
En iniciar el seu govern era tributari de l'Imperi Romà d'Orient, però després la seva flota es va recuperar de la desfeta del 873 i va continuar les depredacions, especialment al Peloponès. Patmos depenia de Creta i Naxos pagava tribut als musulmans per no ser atacada.
Va morir el 895 i li va succeir el seu germà Muhammad ben Shuayb al-Zarkun.